# G-Force (Album)
G-Force ist das einzige Studioalbum der gleichnamigen Hard-Rock-Band um den nordirischen Gitarristen Gary Moore. Das Album erschien erstmals im Jahr 1980 und wurde zehn Jahre später als „Gary Moore’s G-Force“ auf CD wiederveröffentlicht. Es wird heute gemeinhin als das dritte Soloalbum des Gitarristen angesehen und als solches auch auf der offiziellen Homepage von Gary Moore geführt.

## Entstehungsgeschichte
Nachdem Moore im Sommer 1979 mitten in einer US-Tournee bei der Band Thin Lizzy ausgestiegen war, ging er nach Los Angeles und gründete dort mit Glenn Hughes (Bass, Gesang) und Mark Nauseef (Schlagzeug) eine neue Band. Mit Nauseef hatte Moore zuvor bei Thin Lizzy zusammengespielt. Das Trio spielte einige Demos ein, doch weil Moore und Hughes in Konflikt gerieten, wurde Hughes schon nach kurzer Zeit durch Tony Newton am Bass und Willy Dee als Sänger ersetzt. In dieser Formation nahm die Band ein selbstproduziertes Album auf, das von dem befreundeten Produzenten Dennis MacKay abgemischt wurde.
Das Album trug schlicht den Titel G-Force und wurde im Frühsommer des Jahres 1980 veröffentlicht. Die Band ging daraufhin mit Whitesnake auf Tour und spielte einige Konzerte im Vorprogramm der Ready an’ Willing-Tournee. Wohl weil Moore in Großbritannien bleiben wollte und das Album kein nennenswerter Erfolg wurde, löste sich die Band dann aber sehr schnell auf. Das letzte Konzert von G-Force fand am 1. Juli in London statt.
Über das selbstbetitelte Album hinaus existiert mit Trust Your Lovin (Newton, Dee), der B-Seite von You, nur noch ein weiteres veröffentlichtes Stück von der Band. Nach deren Auflösung stellte sich Moore im Herbst 1980 eine neue Band zusammen und nahm Anfang des nächsten Jahres sein Soloalbum Dirty Fingers auf.

## Titelliste

### A-Seite
1. You (Moore) – 4:11
2. White Knuckles / Rockin' and Rollin’ (Moore, Nauseef) – 5:10
3. She’s Got You (Moore, Nauseef) – 4:53
4. I Look at You (Moore) – 6:02

### B-Seite
1. Because of Your Love (Newton, Dee, Duane Hitchings) – 4:00
2. You Kissed Me Sweetly (Moore, Newton, Dee) – 4:16
3. Hot Gossip (Moore) – 3:34
4. The Woman’s in Love (Moore) – 3:53
5. Dancin’ (Moore, Nauseef, Newton, Dee) – 4:30

## Musikstil
G-Force enthält einige Elemente späterer Moore-Alben, so zum Beispiel die Moore-typischen Hardrock-Riffs und lange Instrumentalsoli. Allerdings finden sich auch poppige Elemente im Stile von Elvis Costello und Boogie-Woogie-Passagen auf dem Album, die im späteren Werk Moores eher selten anzutreffen sind.

## Gitarrensound
Der sehr extreme Gitarrensound auf diesem Album rührt daher, dass Moore seine mit einem Humbucker-Tonabnehmer ausgestattete Charvel-Gitarre über ein Effektgerät direkt an das Aufnahmepult angeschlossen hatte.

## Gastmusiker
- Joachim Kühn Keyboards
- Tom Scott Saxophon auf The Woman’s in Love